# MCND
 (mai 2020).
MCND (coréen : 엠시엔디, acronyme de Music Create New Dream) est un boys band sud-coréen de K-pop. Le groupe débute le 2 janvier 2020 avec la chanson Top Gang. Formé par l’agence TOP Media, il est composé de cinq membres : Castle J, BIC, Hui-jun, Min-jae et Win.

## Histoire

### Débuts
Avant de débuter officiellement, le groupe révèle un single avant ses débuts, nommé « Top Gang », en date du 2 janvier 2020.
Le boys band fait ses débuts officiels le 27 février 2020, avec l'EP Into the Ice Age et son single phare Ice Age.
En 2016, les membres du groupe (excepté Win) s'entraînent aux États-Unis où ils prennent principalement des cours de danse. 
Ils participent également à deux compétitions de danse avec 7 membres (sauf Win) en 2017, notamment à la Feedback Competition Youth, où ils arrivent deuxième, ainsi qu’à la World of Dance. Le groupe participe à ces compétitions sous le nom de Super Rookie Rookie Rookie.
De novembre 2018 à mars 2019, deux membres (Minjae et Huijun) participent à l’émission The Fan.
Sur la même période, entre novembre 2018 et février 2019, Win intègre le casting de l'émission Under Nineteen, mais quitte malheureusement l’émission avant la fin dû à des raisons de santé.

## Membres
| Nom de scène | Nom de scène | Nom de naissance | Nom de naissance | Date de naissance | Nationalité | Position                                           |
| Romanisé     | Coréen       | Romanisé         | Coréen           | Date de naissance | Nationalité | Position                                           |
| ------------ | ------------ | ---------------- | ---------------- | ----------------- | ----------- | -------------------------------------------------- |
| Castle J     | 캐슬 제이    | Son Seong Jun    | 손성준           | 31 mai 1999       | Sud-coréen  | Leader, rappeur, danseur, hyung (le plus âgé)      |
| BIC          | 빅           | Nam Seung Min    | 남승민           | 25 avril 2001     | Sud-coréen  | Danseur, rappeur, chanteur                         |
| Minjae       | 민재         | Song Min Jae     | 송민재           | 23 août 2003      | Sud-coréen  | Chanteur, danseur                                  |
| Huijun       | 휘준         | No Hui Jun       | 노휘준           | 7 octobre 2003    | Sud-coréen  | Chanteur, danseur                                  |
| Win          | 윈           | Bang Jun Hyuk    | 방준혁           | 19 décembre 2004  | Kazakh      | Rappeur, danseur, centre et maknae (le plus jeune) |

## Discographie

### Mini-albums
| Titre                               | Détails                                                                                    | Positions | Ventes                           |
| Titre                               | Détails                                                                                    | KOR       | Ventes                           |
| ----------------------------------- | ------------------------------------------------------------------------------------------ | --------- | -------------------------------- |
| Into the Ice Age                    | - Sortie : 27 février 2020 - Label : TOP Media - Formats : CD, digital download, streaming | 21        | - KOR : 19,586                   |
| Earth Age                           | - Sortie : 20 août 2020 - Label : TOP Media - Formats : CD, digital download, streaming    | 13        | KOR : 31,149                     |
| MCND AGE                            | - Sortie : 8 janvier 2021 - Label : TOP Media - Formats : CD, digital download, streaming  | 16        | KOR : 25,560                     |
| THE EARTH: SECRET MISSION Chapter.1 | - Sortie : 31 août 2021 - Label : TOP Media - Format: CD, digital download, streaming      | —         | KOR : 15,576 (un jour plus tard) |
| THE EARTH: SECRET MISION Chapter.2  | - Sortie : 15 juillet 2022 - Label : TOP Media - Format: CD, digital download, streaming   | —         | —                                |

### Singles
| Titres                        | Année | Positions | Ventes | Album(s)                           |
| Titres                        | Année | KOR       | Ventes | Album(s)                           |
| ----------------------------- | ----- | --------- | ------ | ---------------------------------- |
| Top Gang                      | 2020  | —         | —      | Into the Ice Age                   |
| Stereotypes                   | 2020  | —         | —      | Into the Ice Age                   |
| Hey You                       | 2020  | —         | —      | Into the Ice Age                   |
| Ice Age                       | 2020  | —         | —      | Into the Ice Age                   |
| Spring (떠)                   | 2020  | —         | —      | Single hors album                  |
| nanana                        | 2020  | —         | —      | Earth Age                          |
| Breathe (숨쉬어)              | 2020  | —         | —      | Earth Age                          |
| Beautiful                     | 2020  | —         | —      | Earth Age                          |
| Galaxy                        | 2020  | —         | —      | Earth Age                          |
| Bumpin (쾅쾅쾅)               | 2020  | —         | —      | Earth Age                          |
| Intro : MCND AGE              | 2021  | —         | —      | MCND AGE                           |
| 우당탕(Crush)                 | 2021  | —         | —      | MCND AGE                           |
| LOUDER                        | 2021  | —         | —      | MCND AGE                           |
| KO, OK!                       | 2021  | —         | —      | MCND AGE                           |
| PLAYER                        | 2021  | —         | —      | MCND AGE                           |
| Outro;ㅁㅊㄴㄷ                | 2021  | —         | —      | MCND AGE                           |
| 아직 끝난 거 아이다(Not Over) | 2021  | —         | —      | MCND AGE                           |
| Movin'(너에게로...)           | 2021  | —         | —      | THE EARTH: SECRET MISION Chapter.1 |
| 고양이 춤(Cat Waltz)          | 2021  | —         | —      | THE EARTH: SECRET MISION Chapter.1 |
| BowwowwoW                     | 2021  | —         | —      | THE EARTH: SECRET MISION Chapter.1 |
| H.B.C                         | 2021  | —         | —      | THE EARTH: SECRET MISION Chapter.1 |
| 쭝악을 울려(Play Pungak)      | 2021  | —         | —      | THE EARTH: SECRET MISION Chapter.1 |
| REASON                        | 2021  | —         | —      | THE EARTH: SECRET MISION Chapter.1 |
| W.A.T.1                       | 2022  | —         | —      | THE EARTH: SECRET MISION Chapter.2 |
| #MOOD                         | 2022  | —         | —      | THE EARTH: SECRET MISION Chapter.2 |
| BLOW                          | 2022  | —         | —      | THE EARTH: SECRET MISION Chapter.2 |
| RED SUN                       | 2022  | —         | —      | THE EARTH: SECRET MISION Chapter.2 |
| JUICE                         | 2022  | —         | —      | THE EARTH: SECRET MISION Chapter.2 |
| Back to you                   | 2022  | —         | —      | THE EARTH: SECRET MISION Chapter.2 |